# Синдром Антона
Синдром Антона, також відомий як зорова анозогнозія — рідкісний симптом пошкодження головного мозку в потиличній частці. Люди з цим синдромом є кортикально сліпими, але стверджують, часто досить рішуче та незважаючи на явні докази своєї сліпоти, що вони здатні бачити. Не можучи змиритися зі своєю сліпотою, люди з синдромом Антона відкидають докази свого стану та використовують конфабуляції, щоб заповнити відсутні сенсорні дані. Синдром названий на честь австрійського невролога Габріеля Антона. Було опубліковано лише 28 випадків.

## Прояв
Синдром Антона здебільшого спостерігається після інсульту, але також може спостерігатися після травми голови. Невролог Макдональд Крітчлі описує це так:
Раптовий розвиток двосторонньої потиличної дисфункції, може призвести до тимчасових фізичних і психологічних наслідків, серед яких яскраво може виявлятися сплутаність свідомості. Може пройти кілька днів, перш ніж родичі або медперсонал наткнуться на той факт, що пацієнт дійсно втратив зір. Це відбувається не тільки тому, що пацієнт зазвичай не повідомляє добровільно, що він осліп, але й вводить в оману своє оточення, поводячись і розмовляючи так, ніби він зрячий. Однак увага привертається, коли пацієнт натикається на предмети меблів, перечіпається і падає, має труднощі з орієнтуванням. Він може спробувати пройти через стіну або крізь зачинені двері на шляху з однієї кімнати в іншу. Підозра ще більше посилюється, коли він починає описувати людей і предмети навколо себе, яких, як виявляється, взагалі немає.

Таким чином, ми маємо подвійні симптоми анозогнозії (або відсутності усвідомлення дефекту) і конфабуляції, причому остання впливає як на мову, так і на поведінку.
Синдром Антона в ідеалі можна розглядати як протилежність сліпобаченню, яке виникає, коли спостерігається погіршення зору, що призводить до того, що частина поля зору не відчувається свідомо, але певне надійне сприйняття насправді має місце.

## Причини
Невідомо, чому пацієнти з синдромом Антона заперечують свою сліпоту, хоча є багато теорій. Одна з гіпотез полягає в тому, що пошкодження зорової кори призводить до нездатності комунікувати з мовними ділянками мозку. Візуальні образи приймаються, але не можуть бути інтерпретовані; мовленнєві центри мозку конфабулюють відповідь. Інша можливість полягає в тому, що при синдромі Антона ураження викликають розрив між внутрішніми зоровими уявленнями в корі зорових асоціацій, метакогнітивною обробкою в поясній корі головного мозку та структурами, пов'язаними з пам'яттю, включаючи гіпокамп. Анозогнозія виникає через те, що візуальні дані не можна метакогнітивно порівняти з попередніми, що зберігаються в пам'яті, щоб розпізнати дефіцит.
Пацієнти також зазнавали візуальної анозогнозії після перенесеного ішемічного судинного захворювання головного мозку. У 96-річного чоловіка, який потрапив до відділення невідкладної допомоги зі скаргами на сильний головний біль і раптову втрату зору, був виявлений тромбоз задньої мозкової артерії з подальшою втратою зору. Він рішуче стверджував, що бачив, незважаючи на офтальмологічне обстеження, яке довело протилежне. МРТ головного мозку показала ішемію правої потиличної частки. Подібним чином, 56-річна жінка потрапила до відділення невідкладної допомоги в сплутаному стані та з різкими порушеннями психомоторики. Очні рухи та зіничні рефлекси все ще були незмінними, але пацієнтка не могла назвати предмети та не усвідомлювала змін освітленості в кімнаті, а також, здавалося, не усвідомлювала свого порушення зору.[джерело?]

## Діагностика
Незважаючи на те, що пацієнти сліпі, вони будуть поводитися і говорити так, ніби мають нормальний зір. Проте увагу привертає те, що пацієнт натикається на меблі, падає через предмети, має труднощі з орієнтуванням. Пацієнти можуть спробувати пройти через стіну або зачинені двері на шляху з однієї кімнати в іншу. Підозра ще більше посилюється, коли вони починають описувати людей і предмети навколо них, яких не існує. Також може спостерігатися сплутаність свідомості. Пацієнти з синдромом Антона можуть виправдовувати свою сліпоту, наприклад, відсутністю належного освітлення, і намагатися довести, що вони не сліпі, тим самим наражаючи себе на небезпеку. До диференціальної діагностики входять: церебральні порушення зору, затримка розвитку зору, одностороння геміанопія, відсутність розпізнавання облич, зорова агнозія, занедбаність зору та розлад зорового сприйняття.

## Історія
Більшість випадків синдрому Антона зареєстровані у дорослих. Європейський журнал неврології опублікував статтю в 2007 році, в якій розглядається приклад шестирічної дитини з синдромом Антона та ранніми стадіями адренолейкодистрофії. Повідомляється, що у дитини були ненормальні рухи очей, вона часто падала, тягнулася до речей і часто промахувалася. Коли його зір перевірили на 20/20, він все ще не міг прочитати великі літери на таблиці. Він заперечував, що у нього були головні болі, диплопія або біль в очах, і, здавалося, не усвідомлював свого поганого зору і не турбувався. Під час огляду його зіниці були однакової форми, круглі та реагували на світло. Його мати прокоментувала, що у нього з'явилися незвичайні рухи очей, так наче вони «блукали».

## Культура і суспільство
Синдром Антона був представлений у двосерійному епізоді телевізійного серіалу «Доктор Хаус» під назвою «Ейфорія» як симптом первинного амебного менінгоенцефаліту, хвороби, яка зазвичай не викликає синдрому в реальному житті. Синдром помітно фігурує в романі Руперта Томсона «Образа». Він також згадується в науково-фантастичному романі Пітера Воттса «Сліпобачення».
«Антонова сліпота» є однією з головних метафор у книжці «Цінності нічого» Раджа Патела. У фільмі Ларса фон Трієра «Догвіль» персонаж Джек Маккей поводиться так, наче бачить, але подає багато знаків, що не може.
Синдром також є головною темою малайзійського фільму «Спустошення», де пацієнти живуть у власному світі уяви, але не можуть побачити реальний світ. Він також згадується в книжці невролога Олівера Сакса «Антрополог на Марсі».

## Подальше читання
- Prigatano GP, Wolf TR (2010). Anton's Syndrome and Unawareness of Partial or Complete Blindness. У Prigatano GP (ред.). The Study of Anosognosia. Oxford University Press. с. 455–469. ISBN 978-0-19-537909-9. LCCN 2009024065.